# 청아중학교
청아중학교(菁莪中學校)는 대한민국 강원특별자치도 삼척시 당저동에 있는 공립 중학교이다.

## 학교 연혁
- 1946년 12월 19일 : 삼척여자중학교 6학급 설립인가
- 1947년 6월 15일 : 삼척여자중학교 개교
- 1953년 4월 23일 : 삼척여자고등학교 3학급 설립 인가(중,고 병설)
- 1984년 9월 1일 : 삼척여자중.고등학교 분리
- 1985년 3월 1일 : 삼척여자중학교 특수학급 증설
- 2008년 3월 1일 : 특수학급 인가(25학급 증설 인가)
- 2020년 3월 1일 : 남녀공학, 청아중학교로 교명 변경
- 2022년 9월 1일 : 제34대 김희자 교장 부임
- 2025년 1월 8일 : 제78회 졸업식(졸업생 151명, 누계 17,976명)
- 2025년 3월 4일 : 입학식 6학급 신입생 162명 입학

## 참고 자료
- 청아중학교 - 한국교육학술정보원 학교알리미